# Cachacier
Cachacier é um profissional especializado em cachaças e todos os assuntos relacionados ao serviço desta. É o profissional que orienta os clientes de um estabelecimento que conta com uma carta de cachaças sob qual bebida se encaixa mais no seu perfil, dando informações sobre o produto. Conhece profundamente todas as etapas de produção da bebida, do plantio da cana-de-açúcar até o engarrafamento e distribuição. Adicionalmente, cuida da compra, armazenamento e seleção de marcas e elabora cartas de cachaças em restaurantes, bares e hotéis. Conduz palestras e degustações para aficcionados, e presta consultoria a produtores e distribuidores do ramo.
Origem do termo: surgiu como uma versão do termo sommelier (especialista em vinho) há poucos anos. No feminino, cachacière.